# Herrarnas halfpipe i freestyle vid olympiska vinterspelen 2014
Herrarnas halfpipe i freestyle vid olympiska vinterspelen 2014 hölls i Roza Chutor extrempark den 18 februari 2014. Detta var första gången som halfpipe arrangerades på ett olympiskt vinterspel. På IOK:s kongress i juli 2011 beslutades det att ytterligare tre grenar skulle ingå i programmet, däribland halfpipe.

## Medaljörer
| Spel     | Guld             | Silver            | Brons               |
| Halfpipe | David Wise (USA) | Mike Riddle (CAN) | Kevin Rolland (FRA) |

## Resultat

### Kval
28 tävlande startade i kvalet där 12 tog sig vidare till finalomgången .
| Placering | Start- nummer | Namn                   | Land                   | Åk 1  | Åk 2  | Bästa | Noteringar |
| --------- | ------------- | ---------------------- | ---------------------- | ----- | ----- | ----- | ---------- |
| 1         | 1             | Justin Dorey           | Kanada                 | 91,60 | 6,40  | 91,60 | Q          |
| 2         | 9             | David Wise             | USA                    | 88,40 | 68,60 | 88,40 | Q          |
| 3         | 21            | Benoit Valentin        | Frankrike              | 87,00 | 1,00  | 87,00 | Q          |
| 4         | 4             | Kevin Rolland          | Frankrike              | 84,80 | 68,80 | 84,80 | Q          |
| 5         | 35            | Josiah Wells           | Nya Zeeland            | 83,00 | 49,40 | 83,00 | Q          |
| 6         | 3             | Mike Riddle            | Kanada                 | 82,20 | 75,00 | 82,20 | Q          |
| 7         | 6             | Noah Bowman            | Kanada                 | 80,60 | 77,80 | 80,60 | Q          |
| 8         | 12            | Lyndon Sheehan         | Nya Zeeland            | 78,20 | 80,00 | 80,00 | Q          |
| 9         | 5             | Antti-Jussi Kemppainen | Finland                | 79,40 | 60,40 | 79,40 | Q          |
| 10        | 22            | Beau-James Wells       | Nya Zeeland            | 76,80 | 66,40 | 76,80 | Q          |
| 11        | 16            | Thomas Krief           | Frankrike              | 74,80 | 69,60 | 74,80 | Q          |
| 12        | 2             | Aaron Blunck           | USA                    | 69,40 | 72,00 | 72,00 | Q          |
| 13        | 18            | Jon Anders Lindstad    | Norge                  | 30,80 | 69,00 | 69,00 |            |
| 14        | 8             | Yannic Lerjen          | Schweiz                | 67,60 | 29,60 | 67,60 |            |
| 15        | 10            | Matt Margetts          | Kanada                 | 66,80 | 17,80 | 66,80 |            |
| 16        | 23            | Nils Lauper            | Schweiz                | 65,00 | 58,00 | 65,00 |            |
| 17        | 27            | Murray Buchan          | Storbritannien         | 58,40 | 62,40 | 62,40 |            |
| 18        | 31            | Joel Gisler            | Schweiz                | 60,80 | 2,60  | 60,80 |            |
| 19        | 24            | Marco Ladner           | Österrike              | 56,60 | 58,60 | 58,60 |            |
| 20        | 28            | Andreas Gohl           | Österrike              | 54,80 | 22,80 | 54,80 |            |
| 21        | 20            | Xavier Bertoni         | Frankrike              | 53,40 | 51,60 | 53,40 |            |
| 22        | 13            | Kentaro Tsuda          | Japan                  | 53,00 | 23,40 | 53,00 |            |
| 23        | 29            | James Machon           | Storbritannien         | 37,40 | 52,20 | 52,20 |            |
| 24        | 32            | Pavel Nabokikh         | Ryssland               | 13,40 | 50,40 | 50,40 |            |
| 25        | 30            | Kim Kwang-Jin          | Sydkorea               | 45,40 | 34,40 | 45,40 |            |
| 26        | 34            | Torin Yater-Wallace    | USA                    | 7,00  | 39,00 | 39,00 |            |
| 27        | 26            | Peter Crook            | Brittiska Jungfruöarna | 24,20 | 25,20 | 25,20 |            |
| 28        | 19            | Lyman Currier          | USA                    | 4,20  | 12,60 | 12,60 |            |
|           | 33            | Byron Wells            | Nya Zeeland            | DNS   |       |       |            |

### Final
12 åkare tog sig vidare från kval till final .
| Placering | Start- nummer | Namn                   | Land        | Åk 1  | Åk 2  | Bästa |
| --------- | ------------- | ---------------------- | ----------- | ----- | ----- | ----- |
| 1         | 9             | David Wise             | USA         | 92,00 | 3,40  | 92,00 |
| 2         | 3             | Mike Riddle            | Kanada      | 71,40 | 90,60 | 90,60 |
| 3         | 4             | Kevin Rolland          | Frankrike   | 88,60 | 29,80 | 88,60 |
| 4         | 35            | Josiah Wells           | Nya Zeeland | 85,60 | 78,40 | 85,60 |
| 5         | 6             | Noah Bowman            | Kanada      | 80,40 | 82,60 | 82,60 |
| 6         | 22            | Beau-James Wells       | Nya Zeeland | 62,00 | 80,00 | 80,00 |
| 7         | 2             | Aaron Blunck           | USA         | 68,60 | 79,40 | 79,40 |
| 8         | 5             | Antti-Jussi Kemppainen | Finland     | 74,40 | 78,20 | 78,20 |
| 9         | 12            | Lyndon Sheehan         | Nya Zeeland | 55,20 | 72,60 | 72,60 |
| 10        | 21            | Benoit Valentin        | Frankrike   | 10,00 | 61,00 | 61,00 |
| 11        | 16            | Thomas Krief           | Frankrike   | 4,60  | 28,60 | 28,60 |
| 12        | 1             | Justin Dorey           | Kanada      | 20,40 | 14,20 | 20,40 |